# أسماء أخنوش
أسماء أخنوش فنانة ومصورة مغربية من مواليد مكناس عام 1973.
فازت في عام 2021 بجائزة HSBC 26 للتصوير الفوتوغرافي.

## سيرة شخصية
ولدت عام 1973 في مكناس، حصلت أسماء أخنوش على إجازة في الهندسة من فرنسا وماجستير في إدارة الأعمال من الولايات المتحدة، ثم عملت في مجال التسويق لمدة خمسة عشر عامًا.
في عام 2013، لتحسين معرفتها بالتصوير الرقمي، التحقت بدورة في Photo Academy Casablanca، وقررت تكريس نفسها بالكامل لممارسة التصوير الفوتوغرافي في 2016.
إنها تنتج أنماطًا سماوية، وهي تقنية طباعة فوتوغرافية قديمة أحادية اللون، تطبق عليها عمليات متنوعة وشخصية: ينحني في حمامات الشاي ويبرز الألوان المائية.
بين عامي 2016 و 2018، رافقتها في بحثها المصور الفنان فلور في استوديو التصوير الفوتوغرافي في L'Œil de l'Esprit في باريس.
في عام 2021، فازت أسماء أخنوش بجائزة HSBC للتصوير الفوتوغرافي عن مسلسلها "المنزل الذي لا يزال يسكن في داخلي..."
تعيش وتعمل بين الدار البيضاء ولوت في أوكسيتانيا. يمثلها Galerie127 في مراكش.

## المعارض
- 2014: بوكس الفنانين، فيلا مندرين، الرباط، المغرب.
- 2014: دار لوان، الرباط، المغرب.
- 2015: كازا ديل آرتي، الدار البيضاء، المغرب.
- 2016: أيام الدار البيضاء التراثية، المذبح، الدار البيضاء، المغرب.
- 2016: منظر للدار البيضاء، لا كوبول (حديقة جامعة الدول العربية)، الدار البيضاء، المغرب.
- 2016: عطلة نهاية الأسبوع النسائية، دارت لوان، الرباط، المغرب.
- 2015: بوكس الفنانين، فيلا مندرين، الرباط، المغرب.
- 2018: خارج مهرجان الصويرة للتصوير الفوتوغرافي، صالة إمبرينت، الصويرة، المغرب
- 2019: المغاربة، دار ليل للتصوير، فرنسا
- 2021: معرض أسماء أخنوش وسيروس كورنوت، غاليري إستير ووردهوف، باريس
- 2021: المنزل الذي لا يزال يعيش في داخلي ...، مانيفستو، اجتماعات تولوز الفوتوغرافية

## الجوائز
- 2017: تنويه خاص للجنة التحكيم بجائزة التصوير المغاربي عن مسلسله "شارع المحيط".[5]
- 2021: جائزة إتش إس بي سي 26 للتصوير عن سلسلته "المنزل الذي لا يزال يسكن في داخلي ..."[6]

## روابط خارجية
- http://www.aassmaa-akhannouch.com